# Cuphodes melanostola
Cuphodes melanostola là một loài bướm đêm thuộc họ Gracillariidae. Nó được tìm thấy ở Nam Phi.